# Kneippkurort
Kneippkurort ist ein in Deutschland vergebenes Prädikat für Kurorte.
Es wird an Ortschaften vergeben, in denen Wasserkuren nach Sebastian Kneipp durchgeführt werden können, sofern die mit dem Prädikat verbundenen Anforderungen des zuständigen Landes erfüllt werden. 1889 eröffneten die Franziskanerinnen von Reute in Biberach an der Riß im Jordanbad die erste ärztlich geleitete Kneipp’sche Wasserheilanstalt Deutschlands.
Kneippkurorte sind nicht notwendigerweise zugleich Heilbäder. Umgekehrt ist es möglich, dass einem Heilbad das Prädikat „Kneippkurort“ entzogen bzw. (in Ländern, in denen es zeitlich befristet ist) nicht verlängert wird.

## Kneippheilbad
Ein Kneippheilbad muss strengere Auflagen als ein Kneippkurort erfüllen, wie z. B. in Sachsen mindestens eine zehnjährige Durchführung der Kneipptherapie in wenigstens drei Kneippkurbetrieben und mehrere Wassertretstellen und Armbadeanlagen im Freien.